# Sonet 24 (William Szekspir)

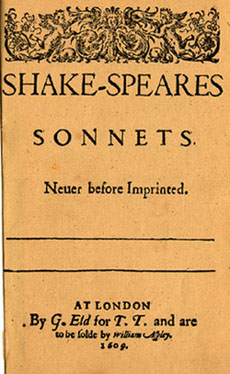
Strona tytułowa pierwszego wydania sonetów Shakespeare’a

Sonet 24 (jak malarz, oko me stworzyć zdołało) – jeden z cyklu sonetów autorstwa Williama Shakespeare’a.

## Treść
W utworze tym podmiot liryczny porównuje się do malarza, który tworzy obraz przedstawiający swojego ukochanego.